# ضاحي خلفان
الفريق ضاحي خلفان تميم المهيري (1 أكتوبر 1951 -)، نائب رئيس الشرطة والأمن العام في دبي، كان قائداُ عاماُ لشرطة دبي ما بين 1980 - 2013، وعضو المجلس التنفيذي في حكومة دبي، كما شغل منصب رئيس اتحاد الإمارات لألعاب القوى سابقاً، وشارك في إنشاء أول إدارة لرعاية حقوق الإنسان عام 1995م، وهو عضو مجلس الأوقاف والشؤون الإسلامية. له بعض المؤلفات في كفاءة الأداء الشرطي في غرف العمليات.

## تأهيله
اُبتعث ضاحي خلفان إلى الأردن في أول بعثة تدريبية لشرطة دبي خارج دبي ليتخرج منها عام 1970 وذلك قبل قيام الدولة. كما حضر الكثير من الدورات التدريبية في مجال العمل الشرطي والمباحث الجنائية. عام 1979 عين نائباً لقائد عام شرطة دبي وترقى في مناصبه حتى عُين عام 1980 قائدا عاما لشرطة دبي. وترى العديد من المصادر أنه استطاع بناء مؤسسة شرطية في غاية التطور والحداثة ودفعها لتبني أعلى معايير الجودة.
كما حصل على شهادة درجة الدكتوراه الفخرية من جامعة الحياة الجديدة المفتوحة للتنمية البشرية لجهوده في التنمية الأمنية.
في 23 نوفمبر أصدر محمد بن راشد آل مكتوم، حاكم دبي، أمرًا بتعيين قائد جديد لشرطة الإمارة خلفا للفريق ضاحي خلفان، وخلف اللواء خميس مطر المزينة، بعد أن كان نائبا لقائد الشرطة.

### مسيرته المهنية
قام إنشاء «غرفة العمليات الشرطية»؛ بالإضافة إلى إدخال نظام مراقبة الدوريات عبر الأقمار الصناعية، كما قام بإنشاء المختبر الجنائي، وإدخال نظام البصمة الوراثية (DNA).
أدخل نظام المرور الإلكتروني عام 1986م وكان ذلك يمثل أول استخدام للكمبيوتر في دوائر حكومة دبي. كما أدخل الكثير من الإصلاحات كإنشاء قسم الطب الشرعي وفرق الإنقاذ البحري، والبري، والجوي. وإنشاء نظام البصمة الإلكترونية على مستوى الدولة. وإنشاء أكاديمية شرطة دبي وإنشاء إدارة التخطيط والموارد البشرية، وإدارة أمن الهيئات والمنشآت، وإدارة حقوق الإنسان.
تحت قيادته نالت شرطة دبي عام 1998م جائزة أفضل دائرة في الأداء الحكومي المتميز في أول مسابقة تجريها حكومة دبي. كما نالت شرطة دبي 8 جوائز عام 1999م، و 9 جوائز عام 2002م، و3 جوائز عام 2003، من جوائز الأداء الحكومي المتميز لفئات مختلفة في تلك الأعوام.

## في الإعلام
برز عالمياً خلال التحقيقات التي قادها حول عملية اغتيال محمود المبحوح في دبي، ومن تصريحاته بعد هذه العملية:
| ضاحي خلفان | المنطقة اليوم مملوءة بالجواسيس، وما يحدث اليوم في إيران غير عادي، وحقيقة أن استقرار إيران استقرار للمنطقة، وليس من مصلحة المنطقة المواجهة مع إيران، وعلينا أن نتعاطى مع إيران على أنها دولة جارة ومسلمة، وأن نتعقل وألا يزج بنا الآخرون في صراعات، وألا ننجر لمواجهة نحن لسنا طرفا فيها، ويتم استغلالنا فيها». | ضاحي خلفان |

قال خلفان أنه تلقى تهديدات من الموساد بعد أيام قليلة من كشفه لمعلومات تتعلق بقضية اغتيال المبحوح. كان التهديد الأول في رسالة تقول: «احم ظهرك إن كان بمقدورك أن تظل طليق اللسان» كما قال إن شخصًا مزدوج الجنسية تبيّن أنه عضو سابق في الموساد بعث له برسالة مع أحد أقاربه، وهو مسؤول إماراتي متقاعد، دعاه فيها إلى التزام الصمت.

### موقفه من الإخوان
خلال الربيع العربي كانت لضاحي خلفان مواقف معادية للثورة، خصوصا ضد جماعة الإخوان المسلمين. حيث صرح أنهم يشكلون «خطرا على أمن دول الخليج العربي»، لأنهم يخططون لقلب أنظمة الحكم، كما وصف كل من يتعامل معهم ب«العميل». وحسب رأي خلفان فإن أنظمة الخليج أكثر رقياً وتقدماً وانضباطاً من الجمهوريات. وفي تويتر قال: الإخوان أسقطوا مبارك وأنا سوف أُسقط الاخوان. 
وهدد خلفان بإصدار مذكرة اعتقال بحق يوسف القرضاوي، في حال تحدثه عن الإمارات، مثل ما فعل بإغلاق مكتب صهره، حسب قوله. استنكرت جماعة الإخوان المسلمين في مصر هذا التهديد الذي يمس رئيس الاتحاد العالمي لعلماء المسلمين. اعتبر ضاحي خلفان فوز محمد مرسي اختيار غير موفق. استدعت على إثرها الخارجية المصرية سفير دولة الإمارات في القاهرة لطلب توضيح بشأن تصريحات ضاحي خلفان، التي هاجم فيها رئيس جمهورية مصر العربية في حينه محمد مرسي.
في أغسطس عام 2015م جرت مساجلة شعرية في تويتر بينه وبين الشاعر والناشط في الثورة السورية أنس الدغيم حول مشروع تنمية محور قناة السويس والإخوان المسلمين.

## حياته الخاصة
يقيم ضاحي خلفان بمنطقة الجميرا بدبي، وهو متزوج من ابنة عمه ولديه من الأبناء خمسة، 3 بنات وولدين.

## جوائز
- عام 2016 : نال جائزة الطاقة العالمية فئة الجائزة البيئية من مؤتمر الطاقة العالمي ومقره الأمم المتحدة بنيويورك، وذلك لدوره الريادي في حماية البيئة والمحافظة عليها بالإضافة إلى مبادراته المتعددة التي تهدف إلى حماية الموارد الطبيعية والحياة البحرية والبرية.[21]
- عام 2004 : نال جائزة أفضل شخصية تنفيذية إقليمية في الشرق الأوسط.[22]
- في مارس 2002م نال جائزة الأمم المتحدة لأبرز شخصية عربية في مكافحة المخدرات.
- ميدالية الدفاع الاجتماعي من قبل صاحب السمو حاكم إمارة الشارقة.
- نوط الأمن الوطني من المملكة العربية السعودية.
- عام 1983 نال جائزة أفضل مدير إداري في القطاع العام، على مستوى دول مجلس التعاون الخليجي.
- وسام الخدمة المخلصة من شرطة دبي (ثلاثة مرات)؛ (10) سنوات، و (20) سنة و (30) سنة.
- وسام الخدمة الممتازة من شرطة دبي، (ثلاث مرات)؛ (10) سنوات، و (20) سنة و (30) سنة.
- شارة التفوق من الدرجة الأولى من شرطة دبي (خمس مرات).

## وصلات خارجية
- ضاحي خلفان.. الموساد واغتيال المبحوح، برنامج لقاء اليوم، قناة الجزيرة، 5 مارس 2010